# パン・ソニック
パン・ソニック（フィンランド語: Pan Sonic）はフィンランドを拠点に活動した、IDMやエレクトロニカといったジャンルに属するグループである。

## 経歴
1993年に結成。初期はミカ・ヴァイニオ (Mika Vainio) とイルポ・ヴァイサネン (Ilpo Väisänen) の2人のメンバーにて構成されていた。1994年に同じくフィンランド人のサミ・サロ (Sami Salo) が加わり3人での活動を始めるが、1996年に兵役のためサミ・サロが去り、2010年の解散まで2人で活動を行った。
音楽的なルーツはスロッビング・グリッスルやアインシュテュルツェンデ・ノイバウテンなどのインダストリアル、ダブやレゲエなど多岐に渡る。彼らの生み出す、緩急自在に変化するビートと電子音を自由自在に加工し歪ませたノイズは、リスナーを激しい音の嵐と静寂が行き交う荒涼とした空間へと誘う。
当初はPanasonicという名前であったが、既にブランド名として使っていたパナソニック（松下電器産業）からのクレームにより現在の名に変更されている。その「抜かさざるを得なかったAの文字」は、1999年のアルバム名に生き残っている。
ファッションショーでの音楽担当を含め複数の来日歴があり、2007年2月にも来日したが、直前になりイルポ・ヴァイサネンがインフルエンザを発病し来日が遅れ、山口市で予定されていたライヴは急遽ミカ・ヴァイニオと灰野敬二との共演となった。パン・ソニックの二人は灰野に対して敬意を表しており、思いがけないところで共演が実現したことになる（なお、のちにヴァイサネンも加わった形で改めて共演し、ライブアルバムを残している。）
なお、解散後2016年にサウンドトラックを発表している。ヴァイニオ、ヴァイサネンの両者は独自に音楽活動を継続し、 今後Vainio/Väisänenとして作品を発表することもありうるとしていた。しかし、2017年5月13日、ミカ・ヴァイニオが急逝したため実現はおそらく不可能となった。

## ディスコグラフィ

### アルバム
| #                  | 発売年      | タイトル                                         | 備考                                                                                      |
| Blast First        | Blast First | Blast First                                      | Blast First                                                                               |
| ------------------ | ----------- | ------------------------------------------------ | ----------------------------------------------------------------------------------------- |
| 1st                | 1995年      | Vakio                                            |                                                                                           |
| 2nd                | 1997年      | Kulma                                            |                                                                                           |
| 3rd                | 1998年      | Endless                                          | 'Vainio Väisänen Vega'名義。 スーサイドのアラン・ヴェガ(Alan Vega)との共作。              |
| 4th                | 1999年      | A                                                |                                                                                           |
| 5th                | 2001年      | Aaltopiiri                                       |                                                                                           |
| 6th                | 2003年      | V                                                | カナダで行われたメルツバウとの競演を収めたライブアルバム。                                |
| 7th                | 2004年      | Kesto                                            |                                                                                           |
| Mego               |             |                                                  |                                                                                           |
| 8th                | 2005年      | Recurrection River                               | 「Vega/Vainio/Väisänen(VVV)」名義。 アラン・ヴェガとの共作。                              |
| Allquestions       |             |                                                  |                                                                                           |
| 9th                | 2005年      | Nine Suggestions                                 | 「Duncan/Vainio/Väisänen」名義。 ジョン・ダンカン(John Duncan)との共作。                  |
| Blast First Petite |             |                                                  |                                                                                           |
| 10th               | 2007年      | Katodivaihe                                      |                                                                                           |
| 11th               | 2009年      | Shall I download A Blackhole And Offer It To You | 灰野敬二との競演を収めたライブアルバム。                                                  |
| 12th               | 2010年      | Gravitoni                                        |                                                                                           |
| 13th               | 2014年      | Oksastus                                         | ライブアルバム                                                                            |
| 14th               | 2016年      | Atomin Paluu                                     | 同名の映画のサウンドトラック。 公式的にはこれがパン・ソニックとしての「最後」のアルバム。 |

### EP / シングル
| #              | 発売年 | タイトル            | 備考                     |
| Sähkö          | Sähkö  | Sähkö               | Sähkö                    |
| -------------- | ------ | ------------------- | ------------------------ |
| 1st            | 1994年 | Panasonic EP        |                          |
| Blast First    |        |                     |                          |
| 2nd            | 1996年 | Osasto EP           |                          |
| 3rd            | 1998年 | Arctic Rangers 2 x7 |                          |
| 4th            | 1998年 | Medal 12            | アラン・ヴェガとの共作。 |
| 5th            | 1999年 | B                   |                          |
| 6th            | 1999年 | Destria (Live)      |                          |
| Kitchen Motors |        |                     |                          |
| 7th            | 2001年 | Motorlab #3         | Barry Adamsonとの共作。  |